# Rapala melida
Rapala melida is een vlinder uit de familie van de Lycaenidae. De wetenschappelijke naam van de soort is voor het eerst gepubliceerd in 1912 door Hans Fruhstorfer.

## Verspreiding
De soort komt voor in India (Assam), de Filipijnen en Maleisië (Gunung Kinabalu op Borneo).

## Ondersoorten
- Rapala melida melida (Fruhstorfer, 1912) (Borneo)
  - = Rapala elcia melida
  - = Rapala rhoecus melida
- Rapala melida nicevillei Swinhoe, 1911 (Noordoost-India)
  - = Rapala nicevillei Swinhoe, 1911
- Rapala melida palawanica Schröder & Treadaway, 2000 (Filipijnen)